# Borki (związki chemiczne)
Borki – nieorganiczne związki chemiczne zbudowane z atomów boru i metalu. Czasem do borków zalicza się również niektóre związki boru z półmetalami lub niemetalami.
Metody otrzymywania borków wymagają zazwyczaj wysokiej temperatury rzędu 1200–2200 °C. Borki można otrzymać m.in. poprzez bezpośrednią syntezę z pierwiastków bądź też w reakcji boru z tlenkami metali. Możliwe jest również otrzymywanie borków poprzez elektrolizę stopionych oksoboranów.
Występują w bardzo szerokim zakresie możliwych połączeń, od borków o dużym nadmiarze atomów metalu (np. M
5B, M
4B), które tworzą najczęściej metale przejściowe, do borków o dużym nadmiarze boru (np. MB
4, MB
12, a nawet MB
66), w których zazwyczaj występują litowce, berylowce, skandowce, lantanowce i aktynowce. Istnieją również związki niestechiometryczne oraz borki, w których występują atomy więcej niż jednego metalu.
Borki cechują się małą reaktywnością i wysokimi temperaturami topnienia. Przewodność elektryczna niektórych borków przekracza tę, którą charakteryzują się metale w nich zawarte. Wykorzystywane są m.in. do produkcji elektrod wysokotemperaturowych, łopatek turbin, dysz rakiet, okładzin komór spalania, osłon przed promieniowaniem neutronowym czy prętów kontrolnych (z uwagi na duży przekrój czynny absorpcji neutronów).